# Ошель (місто)
Ошель (тат. Ашли, чув. Ішлĕ) — середньовічне місто в Волзькій Булгарії (X — XIII століття). Археологічні залишки міста — Богдашскінського городища (Тетюський район, Республіка Татарстан) в Російській Федерації є об'єктом культурної спадщини федерального значення.

## Загальні відомості
Ошель згадується у зв'язку з військовим походом Святослава Всеволодовича, брата великого князя Юрія Всеволодовича, в Воскресенському, Никонівському, Лаврентіївському, Тверському, Холмогорському, Симеонівському літописах, Степенній книзі біля 1220 року. В ході цього походу місто було захоплене і спалене. Відродитися місто не змігло і припинило своє існування в 1236 році. Археологічні залишки міста — Богдашскінського городища, розташовані в 0,9 км на північ від села Богдашкіно (Тетюський район, Республіка Татарстан). Є також висловлена ульянівським істориком Радієм Губайдулловим гіпотеза про локалізацію залишків міста Ошель на місці Староалейкінського городища, розташованого на правому березі Свіяги у селі Старе Алейкіно Ульяновського району Ульяновської області.

## Археологічні дослідження Богдашкінського городища
Богдашкінське городище, як історико-археологічна пам'ятка було відкрито в 1909 році Г. Н. Ахмаровим. У 1949-50 рр. було обстежено Н. Ф. Калініним. У 1954 році обстеження було продовжено Т. А. Хлєбніковою. У 1988—1990 рр. досліджувалося І. Л. Ізмайловим.

## Опис Богдашкінського городища
Городище розташоване на північ від села Богдашкіно, на рівнині між ярами, що йдуть з півночі на південь, і виходять до річки Кільна (права притока річки Свіяга). Городище має підквадратну форму, орієнтовану кутами по сторонах світу. Загальна площа городища становить 770 000 м². У південно-західній частині городища збереглися сліди цитаделі. Цитадель мала розміри 500 × 200 м і була з внутрішньої сторони укріплена двома ровами і валом між ними.